# Alvine Ekotto Ebolo
Alvine Ekotto Ebolo, née vers 1927 à Douala et décédée le 12 juin 2005 à Yaoundé, est une auteure et personnalité politique camerounaise. Pionnière de la politique de l'éducation, elle a produit plusieurs manuels scolaires de français pour le compte de l'enseignement primaire au Cameroun.

## Biographie

### Parcours académique
Alvine Ekotto Ebolo fait partie de la première promotion de l'École supérieure des jeunes filles à Douala. Plus tard, elle se rend au Sénégal, à l'école normale de Rufisque. En 1947, elle part poursuivre ses études en France. Elle étudie d'abord à l'école normale de Mont-de-Marsan, puis à Nice où elle obtient le baccalauréat option sciences expérimentales en 1950. Elle intègre l'école normale de Saint Brieuc et deux ans plus tard, elle en sort enseignante.

### Carrière et vie politique
De retour au Cameroun, en 1951, Alvine Ekotto Ebolo intègre l'administration camerounaise. Elle occupe ainsi plusieurs postes administratifs dans l'enseignement secondaire et est nommée plus tard, déléguée provinciale de l'éducation dans l'ancienne région Centre-Sud. Dans le cadre de sa fonction de déléguée, l'une de ses responsabilités consister à apposer sa signature sur les diplômes délivrés aux élèves ayant réussi les épreuves du Certificat d'études primaires et élémentaires (CEPE). 
Ayant accumulée plusieurs années d'expérience dans l'enseignement, Alvine Ekotto Ebolo commence la rédaction des manuelles scolaires Mon livre unique de français pour les classes de SIL, CP, CM1, CM2, CE1, CE2.
Son dévouement en faveur de l'éducation au Cameroun lui a valu d'être nommée conseillère technique au ministère de l'Éducation nationale. Elle a assumé cette fonction jusqu'à sa retraite en 1985.
Alvine Ekotto Ebolo est reconnue pour son engagement en faveur des droits des femmes. Elle s'est particulièrement illustrée dans la lutte pour la libération des femmes sur le plan professionnel, plaidant activement pour l'égalité des chances dans le monde du travail. Elle a joué un rôle déterminant dans la bataille pour l'accès des femmes à tous les secteurs professionnels, y compris ceux traditionnellement réservés aux hommes tels que l'armée et la police. Son combat pour l'émancipation des femmes s'est concrétisé par son implication dans la mise en place des Maisons de la Femme, des centres dédiés à l'encadrement, à la sensibilisation et à la formation des femmes.

## Publications
- Cahier de graphisme et d'écriture SIL : 1re année des écoles primaires du Cameroun, Paris, EDICEF, 1990 (ISBN 9782850695827)
- Pour apprendre le français-langage : 1ère année des écoles primaires du Burundi : livre du maître, Bujumbura, Paris, BER, EDICEF, 1989, 128 p. (ISBN 9782850695780)
- Mon livre unique de français CP, langage, lecture : 2e année des écoles primaires du Cameroun : livre du maître, Yaoundé, Paris, CEPER ; EDICEF,, 1989, 190 p. (ISBN 9782850695018, OCLC 462949044)
- Mon livre unique de français SIL : langage, lecture, 1re année des écoles primaires du Cameroun : livre du maître, Yaoundé, Paris, CEPER, EDICEF, 1989 (ISBN 9782850694943)
- Mon livre unique de français 6ᵉ année des écoles primaires du Cameroun., Yaoundé, CEPER, 1987, 287 p. (ISBN 9782850694592).
- Mon livre unique de français CM2 : 6è année des écoles primaires du Cameroun, Yaoundé, Paris, CEPER, CLÉ, 1987, 287 p. (ISBN 9782850694592, OCLC 21946574)
- Mon livre unique de français CM1 : 5è année des écoles primaires du Cameroun, Yaoundé, Paris, CLÉ, EDICEF, 287 p. (ISBN 9782850694578, OCLC 20649263)
- Mon livre unique de français CE1, Yaoundé, EDICEF, 1986, 223 p. (ISBN 9782850694370).
- Mon livre unique de français CE2, Yaoundé, CLE, 1986, 246 p. (ISBN 9782850694387).